# Церква Святого Георгія (Сасхорі)
Церква Святого Георгія Сасхорського — церква в селі Сасхорі, муніципалітету Мцхеті. Знаходиться за 500 метрів на південь від села, на горі. Відноситься до пізнього феодального періоду.
Церква має залу (8,65 X 5,55 м), муровану з великого бутового каменю; Зсередини арковий вхід, а ззовні прямокутний вхід з півдня. У центрі східної напівкруглої апсиди є прямокутне вікно, під яким височіє столовий камінь. У північних стінах церкви біля плеча апсиди є прямокутна ніша. На південь і захід від церкви розташовані прямокутні будівлі; Обидва мають напівкруглу апсиду зі сходу. На південному фасаді церкви, над дверима, на мармуровому камені мхедрулійський напис.